# 亨利四十四世 (羅伊斯-科斯特利茨)
亨利四十四世（德語：Heinrich XLIV，1753年4月20日—1832年7月3日），羅伊斯-科斯特利茨中支伯爵，亨利九世的兒子。

## 家庭
1783年，亨利與威廉明妮·馮·古德（Wilhelmine von Geuder）結婚，兩人共有兩個兒子：
1. 亨利六十世（1784年—1833年）
2. 亨利六十三世（1786年—1841年）

1792年，亨利與奧古斯塔·艾森巴赫（Augusta zu Eisenbach）結婚，兩人共有2子2女：
1. 亨利七十世（1793年—1821年）
2. 奧古斯塔（1794年—1855年），安哈特-克滕的海因里希公爵夫人
3. 卡羅琳（1796年—1828年）
4. 亨利七十四世（1798年—1886年）